# Ubiquitination
L'ubiquitination (ou ubiquitinylation) est une modification post-traductionnelle biochimique nécessitant plusieurs étapes pour aboutir in fine à la fixation covalente d'une ou de plusieurs protéines d'ubiquitine (8,5 kDa) sur une ou plusieurs lysines acceptrices de la protéine substrat. Ces modifications biochimiques ont plusieurs fonctions dont la plus connue est la dégradation de la protéine ubiquitinée par le protéasome. Cette modification a été découverte au cours des années 1980 par Aaron Ciechanover, Avram Hershko et Irwin Rose, ce qui leur a valu l'obtention du prix Nobel de chimie en 2004.

## Biochimie
L'ubiquitination fait intervenir successivement trois grandes classes d'enzymes appelées E1-, E2- et E3-ligases. Il n'existe qu'une seule E1 (même si deux autres protéines sont suspectées d'avoir une activité E1-ligase), qui va principalement activer l'ubiquitine selon un processus ATP dépendant. On dénombre environ 36 E2-ligases et plus de 700 E3-ligases : la spécificité de l'ubiquitination est donc très majoritairement due à l'E3 ligase qui détermine la protéine cible. Les Ubiquitin Specific Peptidase (USP) catalysent la réaction inverse et permettent la désubiquitination des protéines ainsi que le recyclage des monomères d'ubiquitine.
Dans tous les cas, l'ubiquitine nouvellement liée l'est par sa glycine C-terminale.
Bien que généralement l'ubiquitination se fasse sur un résidu lysine, il a été démontré qu'il est potentiellement possible d'ubiquitiner certains résidus cystéine, sérine et thréonine mais cela reste relativement anecdotique. De même, certaines protéines sans lysines peuvent être ubiquitinées grâce au groupement NH2 du premier acide aminé en N-terminal (c'est notamment le cas de la protéine p16) : c'est la « NH2 ubiquitination ». La « N-rule », autre forme d'ubiquitination atypique, utilise également l'extrémité NH2 pour la reconnaissance du substrat par l'E3 ligase mais cette dernière ubiquitine bien la protéine sur une lysine interne.

## Différents types d'ubiquitination

### Poly-ubiquitination via la lysine 48
La poly-ubiquitination via la lysine 48 (K48) consiste en la polymérisation, sur une protéine cible, d'une chaîne de molécules d'ubiquitine liées entre elles sur leurs lysines 48. La poly-ubiquitination K48 entraîne l'adressage de la protéine modifiée au protéasome pour dégradation. C'est le processus le plus classique et connu d'ubiquitination.

### Mono-ubiquitination
La mono-ubiquitination consiste en la liaison covalente d'une ubiquitine à une protéine. Il s'agit d'une modification post-traductionnelle très similaire à la sumoylation ou la neddylation. Elle est impliquée notamment dans la signalisation cellulaire, la réparation de l'ADN, le marquage épigénétique de la chromatine ou la régulation de la localisation de certaines protéines.
Exemples de protéines mono-ubiquitinées :
- les GTPases H-Ras et N-Ras[2]).
- les histones, notamment H2A et H2B.
- PCNA

### Chaînes d'ubiquitine «atypiques»
Il existe des chaînes d'ubiquitine de topologie différente, liées entre elles par d'autres lysines (K6, K11, K27, K29, K33 et surtout K63), ainsi que des chaînes composites Ub/SUMO. Ces modifications ont des rôles divers et encore mal définis.

## Fonctions biologiques
- Dégradation par le protéasome, stabilité protéique.
- Activation après protéolyse limitée (mono-ubiquitination la plupart du temps).
- Remodelage de la chromatine.
- Régulation de la localisation intracellulaire.
- Régulation du trafic intracellulaire.
- Régulation de la signalisation intracellulaire.
- Réparation de l'ADN (PCNA, etc.).

## Utilisation du système d'ubiquitination en biologie cellulaire
Une nouvelle technologie, appelée PROTAC pour PRoteolysis-TArgeting Chimeras, permet de détourner et d'utiliser ce système ubiquitine protéasome en biologie cellulaire dans un intérêt d'exploration du vivant, voire en thérapeutique. Cette technologie consiste en l'utilisation d'une petite molécule chimique bi-fonctionnelle de synthèse qui va recruter simultanément une ubiquitine ligase et une protéine cible permettant leur recrutement puis le rapprochement spatial et l’induction d’une interaction protéine-protéine (PPI) non physiologique forçant l’ubiquitination de celle-ci et donc sa dégradation spécifique par le système ubiquitine protéasome.